# Alfred Maliu
Alfred Maliu est un homme politique vanuatais.

## Biographie
Candidat du Parti fédéral des Nouvelles-Hébrides (francophone, favorable à un État fédéral plutôt qu'à un État unitaire au pouvoir centralisé), il est élu député de la partie rurale d'Espiritu Santo à l'Assemblée représentative de la colonie franco-britannique des Nouvelles-Hébrides aux élections législatives de 1979,. 
Ces élections de 1979 sont remportées par les indépendantistes anglophones du Vanua'aku Pati, menés par Walter Lini, qui forme le gouvernement qui doit mener la colonie à l'indépendance, avec un État centralisé. À Espiritu Santo, début 1980, des francophones dont Alfred Maliu proclament la sécession de l'île vis-à-vis des Nouvelles-Hébrides, déclarant le 28 mai la « république de Vemarana ». Jimmy Stevens, du mouvement Nagriamel, est le chef de ce mouvement sécessionniste, dont Alfred Maliu, Georges Cronsteadt et Albert Ravutia sont les autres « piliers ». Jimmy Stevens se déclare « Premier ministre », et fait d'Alfred Maliu son « vice-Premier ministre » ; les autres ministres sont Ravu Panpan (Finances), Timothy Wallis (Intérieur), James Bakeo (Affaires étrangères, Commerce extérieur, Économie), Albert Ravutia (Ressources naturelles) et Jean Sevoa (Affaires sociales),. Les Nouvelles-Hébrides deviennent indépendantes en juillet, avec le nom de république de Vanuatu, et Walter Lini obtient que soient déployés à Espiritu Santo des soldats de la Force de Défense de Papouasie-Nouvelle-Guinée ; le mouvement sécessionniste est réprimé et vaincu. Le Vemarana disparaît avec la reddition de Jimmy Stevens le 31 août. Alfred Maliu est passé à tabac par des milices du Vanua'aku Pati après son arrestation, et se trouve plusieurs jours entre la vie et la mort. Rétabli, il souffre dès lors de séquelles sous la forme de céphalées, et est condamné en septembre à cinq ans de prison.
Il est relâché de prison en novembre 1981. Il ne se représente plus à des élections nationales, mais demeure actif dans le mouvement Nagriamel, dont il est le vice-président au moment de sa mort début janvier 2020.